# برنارد إيفانز (مهندس معماري)
برنارد إيفانز (بالإنجليزية: Bernard Evans)‏ هو مهندس معماري أسترالي، ولد في 13 مايو 1905 في مانشستر في المملكة المتحدة، وتوفي في 19 فبراير 1981 في Toorak ‏ في أستراليا.